# Іван Младек
Іван Младек (чеськ. Ivan Mládek; нар. 7 лютого 1942 року, Прага, Протекторат Богемії і Моравії) — чеський автор пісень, композитор, музикант-мультиінструменталіст, художник, комедійний артист і письменник.

## Біографія
Народився в Празі, де провів більшу частину дитинства. Його батько, адвокат і художник, вчив його малювати, однак юний Іван з ранніх років віддавав перевагу музиці і в 1966 році заснував нині знамениту «Banjo Band» («Бэнджо Бенд»). У 1968 році Младек емігрував у Францію, де намагався продовжити заняття музикою, однак незабаром повернувся до Чехословаччини. Прославився як музикант у другій половині 1970-х. До 2007 року він написав понад 400 пісень. Також в 1980-х роках він отримав широку популярність як комедійний артист і письменник. Його перша гумористична розповідь була опублікована у 1980 році в журналі «Молодий світ» («Mladý Svět»). За ці роки Младек опублікував вісім книг із оповіданнями.
Дружину Младека звуть Ева (Eva), у них є син Штепан (Štěpán).

## Музика
- Йожин з бажин
- чеськ. Linda
- чеськ. Jez
- чеськ. Prachovské Skály
- чеськ. Nu Nu Nu
- чеськ. Švadlenka Madlenka
- чеськ. Neopatrný křeček
- чеськ. Zkratky
- чеськ. Medvědi nevědí
- чеськ. Dáša Nováková
- чеськ. 14 kubíků
- чеськ. Švagr má bagr
- чеськ. Hledám děvče na neděli
- чеськ. Brno je zlatá loď
- чеськ. Láďa jede lodí